# Konrad Bielski
Konrad Bielski (* 11. Januar 1902 in Pjatydni in Wolhynien; † 25. Juni 1970 in Lublin) war ein polnischer Schriftsteller und Jurist.

## Leben
Bielski verbrachte die Kindheit in Schytomyr und siedelte 1919 mit seiner Familie nach Lublin um, wo er das Gymnasium besuchte. Als Lyriker debütierte er 1920 mit dem Gedichtsfragment Rejtan, das in der Schülerzeitung Młodzież erschien. Am Polnisch-Sowjetischen Krieg nahm er 1920 als Freiwilliger des 18. Feldartillerie-Regiments teil. Nach dem Abitur 1921 studierte er Recht an der Katholischen Universität Lublin und arbeitete mit der studentischen Zeitschrift Lucifer zusammen. Während seines Studiums gehörte er von 1923 bis 1925 der Redaktion der Zeitschrift Reflektor an, deren Redakteur er von 1924 bis 1925 war. Dem avantgardistischen Dichterkreis um diese Zeitschrift gehörte er bis 1927 an. Daneben publizierte er seine Prosatexte und Gedichte in Przegląd Lubelsko-Kresowy und Nowe Życie. Im Express Lubelski leitete er 1925 den Sportteil und redigierte die Wochenzeitschrift Sztandar Lubelski. Sein Studium beendete er 1925 mit einem Diplom an der Johann-Kasimir-Universität in Lwów und arbeitete zunächst als Lateinlehrer an Privatschulen. Daneben begann er 1927 ein Rechtsreferendariat für das Richteramt und danach für Rechtsanwälte. Nach Krasnystaw zog er 1931 und leitete dort eine Anwaltskanzlei. Seine Gedichte und Prosatexte veröffentlichte er von 1932 bis 1933 in Zet und von 1933 bis 1935 sowie 1938 in der Zeitschrift Kamena.
Während der deutschen Besetzung Polens lebte er in Lublin und Kraśnik und kehrte 1944 nach Lublin zurück. Dort arbeitete er weiter als Rechtsanwalt und war von 1955 bis 1958 Dekan des Rechtsanwaltsrats. In den Verband der Polnischen Literaten wurde er 1952 aufgenommen und hatte von 1954 bis 1964 den Vorsitz in der Lubliner Abteilung inne. Mit der Zeitschrift Kamena arbeitete er weiterhin zusammen und leitete dort ab 1963 den Lyrikteil. Zudem war er Mitbegründer der Lubliner Verlagsgenossenschaft (Lubelska Spółdzielnia Wydawnicza, LSW).

## Auszeichnungen
- 1955: Silbernes Verdienstkreuz
- 1959: Ritterorden Polonia Restituta

## Werke

### Drama
- Lubelska szopka polityczna, zusammen mit Jan Arnsztajn und Wacław Grawelski, UA: 1927 im Lubliner Stadttheater
- Druga lubelska szopka polityczna, zusammen mit Jan Arnsztajn und Wacław Grawelski, UA: 1929 im Lubliner Stadttheater
- Trzecia lubelska szopka polityczna, zusammen mit Jan Arnsztajn und Wacław Grawelski, UA: 1931 im Lubliner Stadttheater; 1931

### Lyrik
- 38 równoleżnik, 1958
- Siedem dawnych wierszy, 1960

### Memoiren
- Most nad czasem, 1963
- Spotkania z Kazimierzem, 1965
- Tajemnica kawiarni „U Aktorów”. Z notatnika obrońcy, 1970

### Übersetzungen
Die Übersetzungen sind Gemeinschaftsübersetzungen, die mit Załoga nr 1 unterschrieben wurden.
- Wladimir Dychowitschny, Moris Slobodskoi: Trzy razy nie, 1950
- Oleksandr Kornijtschuk: Kalinowy gaj, 1951